# Ройден (Флеминг)
Ройден (нем. Reuden) — община в Германии, в земле Саксония-Анхальт.
Входит в состав района Анхальт-Цербст. Подчиняется управлению Эльбе-Эле-Нуте. Население составляет 312 человек (на 31 декабря 2006 года). Занимает площадь 12,71 км².